# Чинарево
Чинарево (каз. Чинарево) — село в Байтерекском районе Западно-Казахстанской области Казахстана. Входит в состав Январцевского сельского округа. Код КАТО — 274479500.

## Население
В 1999 году население села составляло 354 человека (177 мужчин и 177 женщин). По данным переписи 2009 года, в селе проживало 288 человек (145 мужчин и 143 женщины).